# Thai Farmers Bank Club
Thai Farmers Bank Football Club (em tailandês: สโมสรฟุตบอลธนาคารกสิกรไทย) foi um clube de futebol da cidade de Bangkok, na Tailândia. Disputou a primeira divisão nacional pela última vez em 2000.
É o primeiro e único time tailandês a ser campeão da Liga dos Campeões da AFC. Foi bicampeão das edições de 1993-94 e 1994-95, quando o campeonato ainda tinha o nome de Copa dos Campeões da Ásia.
Em 1997, houve uma forte crise financeira na Ásia, resultando na drástica queda do preço das ações do principal patrocinador do clube, que caiu 49%, acarretando na venda do clube para investidores estrangeiros. A crise financeira continuou, então em 2000, o clube finalmente sucumbiu e foi extinto.

## Títulos

### Internacionais
- Copa dos Campeões da Ásia: 2 (1993-94 e 1994-95)
- Copa Afro-Ásia: 1 (1994)

### Nacionais
- Thai Premier League: 1 (1999)
- Kor Royal Cup: 5 (1991, 1992, 1993, 1995 e 1999)
- Queen's Cup: 4 (1994, 1995, 1996 e 1997)
- FA Cup: 1 (1999)